# Deuteromycota
Deuteromycota, cu aproximativ 25 000 de specii cunoscute, este o ramură a Regnului Fungi. În latină, numele lor științific este Fungi imperfecti, astăzi acceptat numai ca formă. Sunt ciuperci care nu se încadrează în clasificările taxonomice comune ale ciupercilor, pentru că în ciclul de dezvoltare, faza de fertilizare sexuală lipsește sau încă nu a fost descoperită. Înmulțirea  se realizează prin spori formați asexuat (conidia) sau pur vegetativ.

## Reproducerea și nutriție

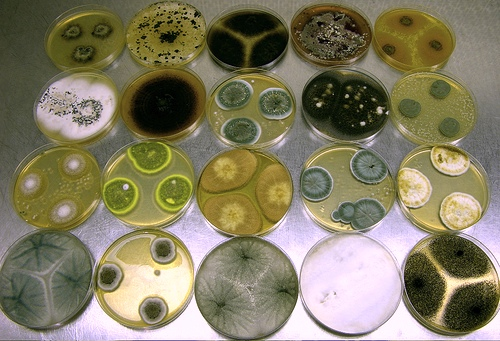
Aspergillus și Penicillium crescând în cultură

Reproducerea este strict asexuată și are loc în cea mai mare parte prin producerea de conidio-spori asexuați. Unele hife se pot recombina și formă hife hetero-cariotice. Este cunoscut, că recombinarea genetică se desfășoară între diferitele nuclee. Ei nu au fotosinteză, mai departe nu se recunosc sisteme vasculare ca la plante. Pe de altă parte, speciile absorb, ca și cele mai multe bacterii, compușii organici ca sursă de hrană și energie în mediul lor, și sunt, ca majoritatea bacteriilor, heterotrofe. Deoarece au o cerință de umiditate mult mai mică decât bacteriile, spațiul lor de viață este extins în mod semnificativ.

## Taxonomie
Deși Deuteromycota nu mai este formal acceptat ca taxon de mulți micologi, multe dintre ciupercile incluse au un loc în clasificarea fungidă modernă. Acest lucru se datorează faptului că majoritatea ciupercilor sunt clasificate pe baza caracteristicilor corpurilor fructifere și a sporilor produși în timpul reproducerii sexuale, iar la membrii diviziei Deuteromycota s-au observat numai reproduceri în mod asexuat sau ca neproducători spori. Micologii printre cei care studiază organismele existente în utilizarea unui sistem dual de nomenclatură  sunt unitari. Denumirea dublă a fost permisă de articolul 59 din „Codul Internațional de Nomenclatură Botanică” (care reglementează denumirea de plante și ciuperci), dar retras în 2011. După ce în prezent, Fungi Imperfecti nu mai reprezintă un taxon natural, ei sunt listați ca „formă”.
După botanistul și micologul german Heinrich Dörfelt (n. 1940), Deuteromycota pot fi împărțite în clasele formale Hyphomycetes și  Coelomycetes (azi „forma…”):
| - Clasa: Hyphomycetes (lipsit de corpuri fructifere): - Ordinul: Agonomycetales - Familia: Agonomycetaceae - Ordinul: Moniliales - Familia: Moniliaceae - Familia: Dematiaceae - Familia: Stilbellaceae - Familia: Tuberculariaceae | - Clasa: Coelomycetes - Ordinul: Melanconiales - Familia: Melanconiaceae - Ordinul: Sphaeropsidales - Familia: Sphaeropsidaceae |

## Valorificare
Industria alimentară se bazează pe ele pentru maturarea de diverse brânzeturi. Reticulele albastre din brânza Roquefort și crusta albă pe Camembert sunt rezultatul creșterii acestor bureți. Penicilina antibiotică a fost descoperită inițial pe un Vas Petri, unde o colonie de ciuperci Penicillium a ucis creșterea bacteriană din împrejurime. Dar multe ciuperci imperfecte cauzează boli grave, fie direct ca paraziți (care infectează și plante și oameni), fie ca producători de compuși toxici puternici, așa cum se observă în afla-toxinele (care pot provoca leziuni hepatice și cancer), emiși de ciupercile din genul Aspergillus.

### Ciuperci relevante pentru industrie
| - Tolypocladium inflatum ( din care se obține imunosupresivul ciclosporină - Penicillium griseofulvum - Penicillium roqueforti - Penicillium camemberti - Alte specii de "Penicillium" sunt folosite pentru a îmbunătăți atât gustul, cât și textura brânzei. - Aspergillus oryzae (se extrage o enzimă care hidrolizează amidonul (utilizat pentru producerea de alcool alimentar, în brutărie etc.) | - Aspergillus sojae (folosit pentru fermentarea cerealelor din care se produce sos de soia, tofu etc.) - Aspergillus niger (foarte dăunător, dar conține enzime utilizate pentru a modifica gustul alimentelor) - Cladosporium resinae (foarte daunator, dar folositor pentru descompunerea de hidrocarburi cum ar fi uleiul și kerosenul) - Lecanicillium (produc spori care pot controla anumite specii de insecte dăunătoare) - Pochonia (chlamydosporia) în curs de dezvoltare pentru controlul dăunătorilor nematodelor dăunătoare) - Veticillium (dahlie) (distruge ca ciupercă plante, dar produce spori care aderă și ucid anumite nematode) |